# Liste der Kardinalskreierungen Paschalis’ I.
Papst Paschalis I. (817–824) kreierte während seines siebenjährigen Pontifikates fünf Kardinäle.

## 820
- Valentin, Kardinaldiakon, ab 827 Papst Valentin, † September 827

## 823
- Johannes, Kardinalbischof von Silva Candida, † 826

## 824
- Sisinnius, Kardinalpriester einer unbekannten Titelkirche, 824 zum Gegenpapst gewählt, trat einen Monat nach der Wahl Eugens II. zum Papst wieder zurück, † nach 824

## Unbekanntes Datum
- Sergius, Kardinalpriester von Ss. Silvestro e Martino, ab Januar 844 Papst Sergius II., † 27. Januar 847
- Theodor, Kardinalpriester